# Carl Friedrich Ulrich von Ahlefeldt-Dehn
Carl Friedrich Ulrich von Ahlefeldt-Dehn (ved dåben Ahlefeldt) (30. marts 1750 på Klein-Nordsee – 3. marts 1829 i Itzehoe) var en slesvig-holstensk amtmand og godsejer.
Han var en søn af Wilhelm von Ahlefeldt til Klein-Nordsee (d. 1754) og Benedicte Christine Charlotte f. von Schmettau. Ahlefeldt blev kornet reformé 1759 og kaptajn 1763, naturligvis uden at gøre tjeneste. 1767-69 studerede han ved Carolinum i Braunschweig og blev 1769 kammerjunker. Han forsøgte sig derefter i udenrigstjenesten, gik som attaché til Paris 1773, men vendte hjem 1775 og blev samme år kammerherre.
Han blev dernæst provst ved Sankt Hans Kloster i Slesvig 1777, Ridder af Dannebrog 1803, gehejmekonferensråd 1815. 1805-20 var han amtmand over Steinburg Amt. Ved sit giftermål (1776) med Sophie Charlotte Friederike friherreinde (Freiin) von Dehn (1759-1813) kom han i besiddelse af stamhuset Ludwigsburg, og 25. juni 1783 fik han tilladelse til at kaldes Ahlefeldt-Dehn og føre familiernes forenede våben. Hustruen havde arvet Ludwigsburg efter sin faders onkel, gehejmeråd grev Friedrich Ludwig von Dehn.
Hans økonomiske forhold var slette og tiderne vanskelige. Han måtte jævnligt optage lån i Ludwigsburg, og det endte med, at hovedgården med underliggende avisgårde afhændedes ved tvangssalg 1823 og et nyt Ahlefeldt-Dehnsk fideikommis blev oprettet af omliggende bøndergods. Han døde 3. marts 1829.